# Elfriede Jelinek
Elfriede Jelinek, (nemško: ɛlˈfʀiːdə ˈjɛlinɛk), avstrijska pisateljica, nobelovka, * 20. oktober 1946, Mürzzuschlag, Avstrija.
Elfriede Jelinek piše zoper zlorabam v javnem, političnem in tudi v zasebnem življenju avstrijske družbe. Poleg tega uporablja sarkastičen, provokativen slog, ki ga njeni nasprotniki – zdaj pa tudi že sama – označujejo za nespodobnega, bogokletnega, vulgarnega ali pa ga opišejo posmehljivo. Leta 2004 je prejela Nobelovo nagrado za književnost za »glasbeni tok glasov in nasprotnih glasov v romanih in dramah, ki z izrednim navdušenjem razkrivajo absurdnost  in brezpogojno moč družbenih klišejev«.
V slovenščino so jo prevajali Slavo Šerc, Lučka Jenčič, in drugi. Knjižni prevodi so izšli pri ljubljanski Študentski založbi in Cankarjevi založbi ter celovški Mohorjevi založbi.

## Življenje in delo

### Otroštvo, mladost in prve objave
Elfriede Jelinek je  bila rojena  20. oktobra leta 1946 v Mürzzuschlagu. Njena mati Olga, rojena Buchner, je izhajala iz  dunajskega visokega meščanskega razreda in je dlje časa  preživljala svojo družino z delom knjigovodje. Njen oče Frederick Jelinek, judovsko-češkega rodu, je bil po poklicu kemik. Diplomiral je  na Tehnični univerzi na Dunaju.Med drugo svetovno vojno ga je njegovo »vojni koristno« delo rešilo pred preganjanjem pod nacističnim režimom, saj mu je bila dodeljena služba v obrambni industriji. Pri 50-ih letih  je duševno zbolel, pri 60-ih pa je živel doma v vse večji zmedenosti. Umrl je leta 1969 v psihiatrični kliniki.
Za izobraževanje Elfriede Jelinek je poskrbela mati. V otroštvu je hodila v katoliški vrtec in nato v samostansko šolo, ki pa se ji je zdela zelo omejena.(Esej: Hoditi v šolo je, kot da greš v smrt.(»In die Schule gehen ist wie in den Tod gehen«.)) Zaradi svojega  izrazito  nemirnega vedenja, je na podlagi mnenja nun, morala oditi na otroško psihiatrijo, na posebni oddelek izobraževalne Pediatrične bolnišnice na Univerzi na Dunaju pod vodstvom Hansa Aspergerja, čeprav je bilo njeno vedenje z medicinskega vidika v  mejah normale. Ne glede na to je mati načrtovala hčerkino kariero, glasbeno čudežnega otroka. Jelinekova je že v osnovni šoli igrala na klavir, kitaro, flavto, violino in hodila na učne ure viole. Pri 13-ih je bila sprejeta na dunajski glasbeni konservatorij, kjer je študirala orgle, klavir, blok flavto in kasneje tudi kompozicijo. Vzporedno s tem je končala srednješolsko izobraževanje na Ekonomski gimnaziji Wien-Feldgasse.
Po končani srednji šoli je doživela prvi živčni zlom. Nekaj semestrov je študirala umetnostno zgodovino in dramo na Univerzi na Dunaju, leta 1967 pa je bila  prisiljena prekiniti študij zaradi anksiozne motnje. Tako je eno leto preživela doma v popolni izolaciji. V tem času  je začela tudi pisati. Njene prve pesmi so bile natisnjene v revijah in v majhnih založbah. V istem letu je izšla tudi njena prva zbirka poezij Lizina senca (Lisas Schatten). Njen prvi roman Bukolit (1968) pa je bil objavljen šele leta 1979. Po smrti svojega očeta je začela okrevati, sodelovala pa je tudi pri študentskem gibanju leta 1968 in živela  nekaj mesecev v levičarski stanovanjski skupnosti z Robertom Schindelom in Leanderom Kaiserjem. 
Leta 1971 je opravila izpit za orgle na dunajskem glasbenem konservatoriju pri Leopoldu Marksteinerju. Odločilno za njeno nadaljnje literarno ustvarjanje je bilo ukvarjanje s teorijami Rolanda Barthesa, ki jih obravnava v eseju Neskončna nedolžnost (Die endlose Unschuldigkeit). Leta 1974 se je pridružila avstrijski komunistični stranki in se vključila v volilno kampanjo; sodelovala je tudi pri različnih kulturnih prireditvah, kot na primer na literarnih večerih  pod naslovom Leva beseda (Linkes Wort). Istega leta se je poročila z Gottfriedom Hüngsbergom.

### Veliki uspehi in škandali
Po poroki je Elfriede Jelinek  živela izmenično na Dunaju in v Münchnu. Literarni preboj ji je uspel leta 1975 z romanom Ljubimki (Die Liebhaberinnen), ki je marksistično-feministična karikatura domovinskega romana. V zgodnjih 80. letih je izšlo njeno delo Uporniki (Die Ausgesperrten), najprej kot radijska igra, nato kot roman nazadnje kot film s Paulusom Mankerjem (za predlogo je vzela resnični primer umora, ki se je zgodil na Dunaju tik pred božičem leta 1965).
Prvi večji škandal okoli Jelinekove se je zgodil leta 1985 s predstavo Burgtheater (Burgtheater). Drama se ukvarja s pomanjkljivim razreševanjem nacistične preteklosti v Avstriji, v središču pa je tudi preteklost igralke Paule Wessely. Javnost pa je besedilo razumela le kot namigovanje na osebne usode takratnih pomembnežev. Zaradi tega so jo nekateri imeli za »izdajalko domačega gnezda«. Leta 1983 je izšel roman Učiteljica klavirja (Die Klavierspielerin). V recenzijah romana pa je vendarle  prevladovala biografska interpretacija, medtem ko je besedilo kot tako stopilo v ozadje.
Leta 1989 je sledil roman Naslada (Lust), ki je bil naslednje provokativno in hkrati njeno najbolje prodano delo v Avstriji. Opisuje spolnost, nasilje in zlorabe. Prejel je slabe ocene mnogih kritikov, kateri so menili, da je roman malo več kot »pornografija«. 
Leta 1991 je skupaj s predstavnico Susano Sohn in z Walterjem Mayerjem Silbermayerjem ponovno izstopila iz komunistične partije (KPÖ). Hkrati pa še danes sodeluje s pluralistično-marksistično revijo »Argument«, ki jo izdaja Wolfgang Fritz Haug. 
Po gledališki predstavi Počivališče (Raststätte), je doživela podobno kritiko kot pri delu Naslada. Po osebnih napadih na Jelinekovo na volilnih plakatih skrajno desne avstrijske politične stranke (FPÖ), je leta 1995 Jelinekova napovedala svoj umik iz avstrijske javnosti in prepovedala uprizarjanje svojih  del v Avstriji.

## Nagrade in priznanja
Za svoja številna dela je Jelinekova prejela veliko uglednih literarnih nagrad. Med najpomembnejšimi je nagrada Heinricha Bölla, ki jo je podelilo mesto Köln, leta 1986. Leto kasneje je prejela literarno nagrado dežele Štajerske. Nato je leta 1998 avtorica prejela najprestižnejšo nemško Büchnerjevo nagrado in  leta 2002 ugledno Heinejevo nagrado, ki poleg literarne vrednosti opozarja tudi na avtoričin socialni angažma in kritično razmišljanje o času, v katerem živimo. V letu 2004 pa je, kot  ena redkih pisateljic nasploh, prejela še Nobelovo nagrado za književnost.

## Dela

### Poezija
- Lizina senca (nem. Lisas Schatten, 1967)
- Konec / poezije od leta 1966 – 1968 (nem. ende / gedichte von 1966 – 1968,2000)

### Proza
- Bukolit (nem. Bukolit, 1968)
- Mi smo vabe, punca! (nem. Wir sind lockvögel baby! Rowohlt, 1970)
- Mihael. Mladinska knjiga za infantilno družbo  (nem. Michael. Ein Jugendbuch für die Infantilgesellschaft, 1972)
- Ljubimki (nem. Die Liebhaberinnen, 1975; sl. 1996)     (ISBN 86-361-0980-9)  (COBISS)
- Uporniki (nem. Die Ausgesperrten, 1980)
- Učiteljica klavirja (nem. Die Klavierspielerin , 1983; sl. 2003)
- Divjina, oh, brani me pred njo (nem. Oh Wildnis, oh Schutz vor ihr, 1985)
- Naslada (nem. Lust,1989; sl. 2005)(COBISS)
- Otroci mrtvih (nem. Die Kinder der Toten, 1995)
- Pohota (nem. Gier, 2000)
- Zavist (nem. Neid, 2008, samo v elektronski obliki)

### Dramatika
- Kaj se je zgodilo potem, ko je Nora zapustila svojega moža ali Stebri družb (nem. Was geschah, nachdem Nora ihren Mann verlassen hatte oder Stützen der Gesellschaften, 1977; sl.2005)
- Klara S., glasbena tragedija (nem. Clara S., 1981)
- Bolezen ali moderne ženske (nem. Krankheit oder Moderne Frauen, 1987)
- Burgtheater (nem. Burgtheater, 1985)
- Predsednik Večerni veter(nem. Präsident Abendwind, 1987)
- Oblaki.Domovina (nem. Wolken.Heim, 1988)
- Mrtvaška gora (nem. Totenauberg, 1992)
- On ne kot on (nem. Er nicht als er, 1998)
- Športni komad (nem. Ein Sportstück, 1998)
- Počivališče (nem. Raststätte, 1994)
- Slovo (nem. Das Lebewohl, 2000)
- V Alpah (nem. In den Alpen, 2002)
- Drame princes: Smrt in deklica I-V (nem. Prinzessinnendramen: Der Tod und das Mädchen I – V)
- Bambijeva dežela (nem. Bambiland, 2003)
- Babel (nem. Babel, 2005)
- Marija (nem. Ulrike Maria Stuart, 2006)
- Zimsko potovanje (nem. Winterreise, 2011)